# Cala Mitjaneta
La Cala Mitjaneta és una petita platja totalment verge que es troba a la costa sud de Menorca, al terme municipal de Ferreries.
Aquesta platja, recentment adquirida pel Ministeri de Medi Ambient d'Espanya per la seva gran importància ecològica i etnològica, presenta característiques pròpies de la zona sud de la costa de Menorca: aigües blaves, arena fina i exuberant vegetació.

## Accés

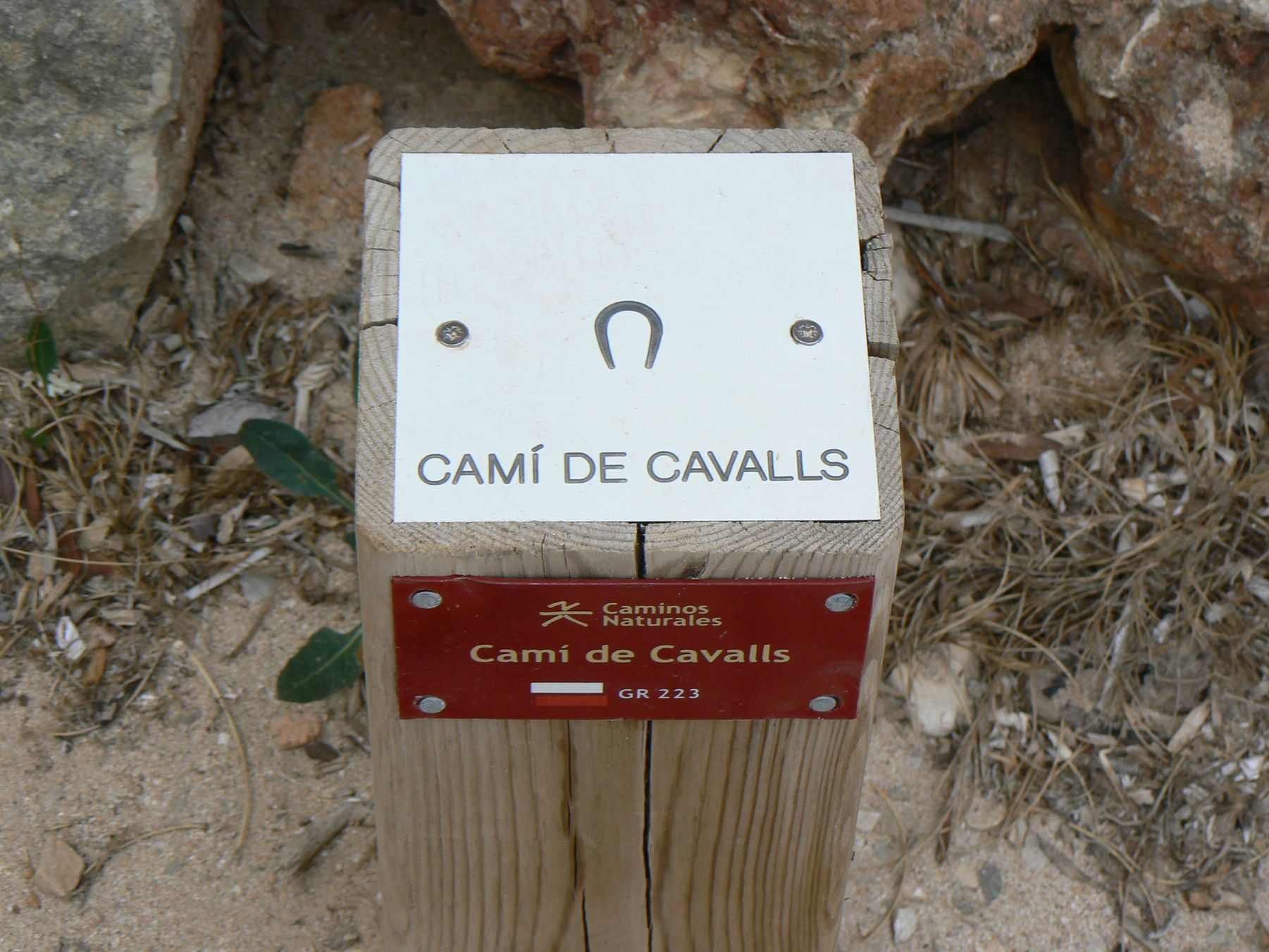
Accés des de la Cala Mitjana

S'hi pot anar a peu pel camí de Cavalls (GR-223) des de la Cala Mitjana, a la qual es pot accedir en cotxe i disposa d'aparcament, seguint la costa en direcció a la Cala Galdana, és a dir a la dreta mirant el mar. Continuant per aquest camí, després de la cala Mitjaneta però no gaire lluny, es pot visitar també el Penyalt Alt de s'Anglès, Sa Badritxa Encantada i l'Enfonsat de Binissalid, bonics penyals a ran de mar que no són accessibles en cotxe.
Una altra opció és fer aquesta segona excursió. Cal prendre la carretera de la cala Galdana (la PM 714), cap al morro de Llevant, allà hi ha el mirador de Sa Punta, que té interès paisatgístic. Una mica abans d'arribar al mirador hi ha un accés indicat a l'esquerra de la carretera, que dona al camí de Cavalls i comença amb un panell informatiu dels itineraris, etc. Des d'allà es passa per l'interior fis a la cala Mitjaneta i just després la cala Mitjana. És més llarg que l'opció anterior. A mig camí hi ha un creuament en forma de T, cal prendre el camí de la dreta. El camí està en bon estat i molt ben indicat.
Hom pot hi accedir alternativament en barca des del mar.

## Serveis
No disposa de dutxa, ni WC, ni aparcament, ni vigilància, ni altres serveis. Tampoc no hi ha barraques ni botigues, ja que no es troba en una urbanització, ni és accessible en transport públic (autobús). Està prohibit tocar els animals que habiten la platja, però la pesca hi està permesa en algunes zones reservades a tal fi.

## Flora i fauna

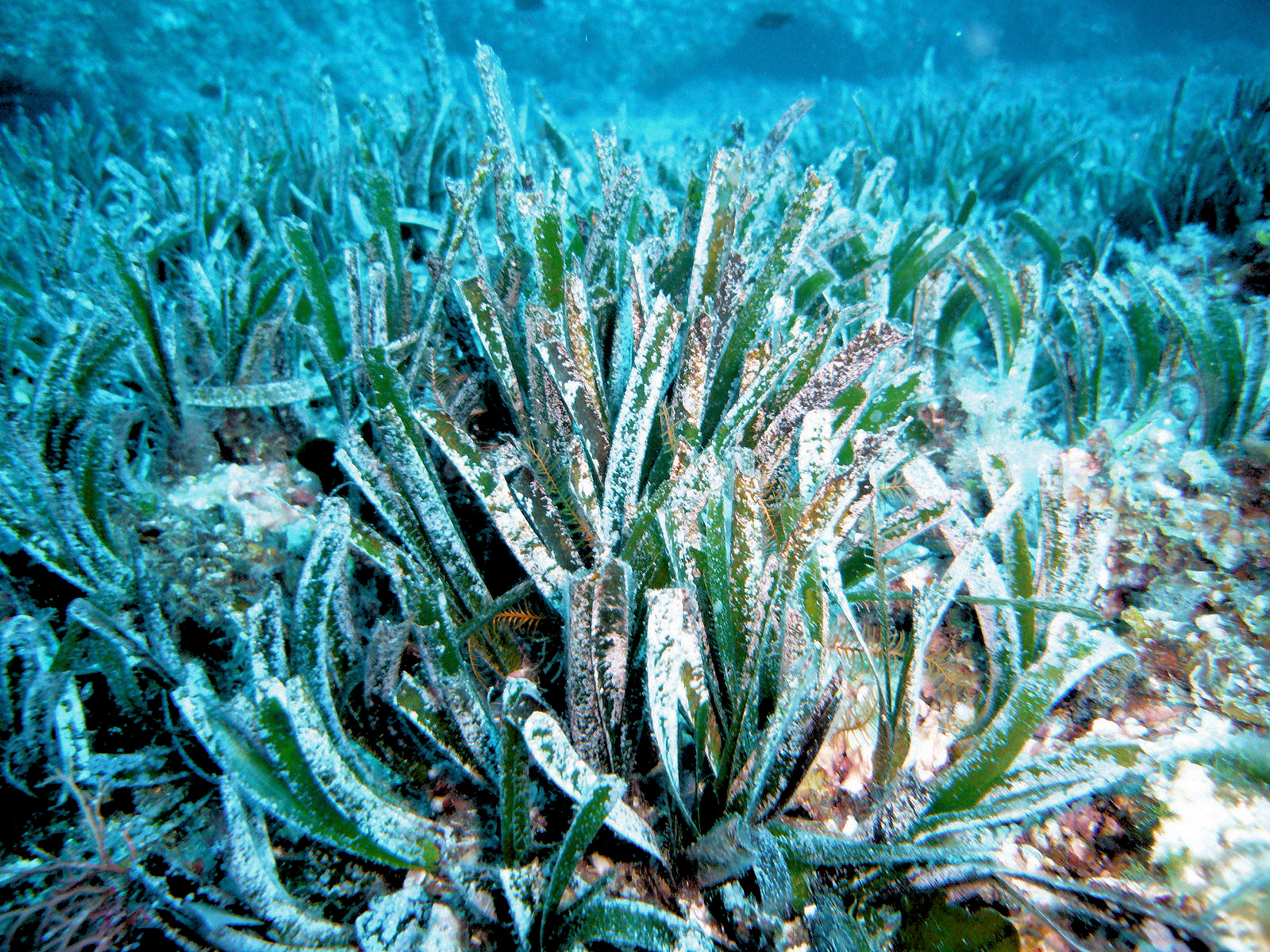
Posidònia

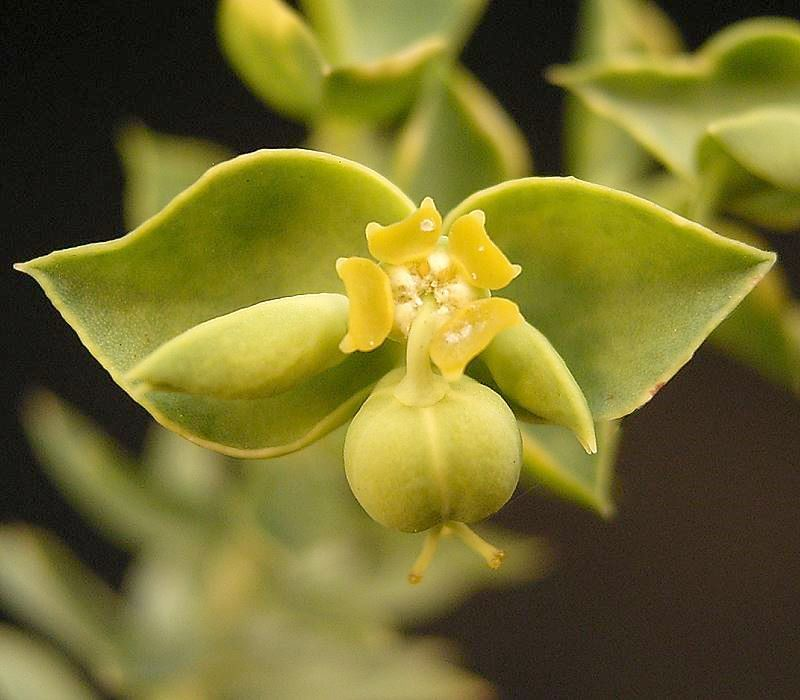
Lletrera d'oruga

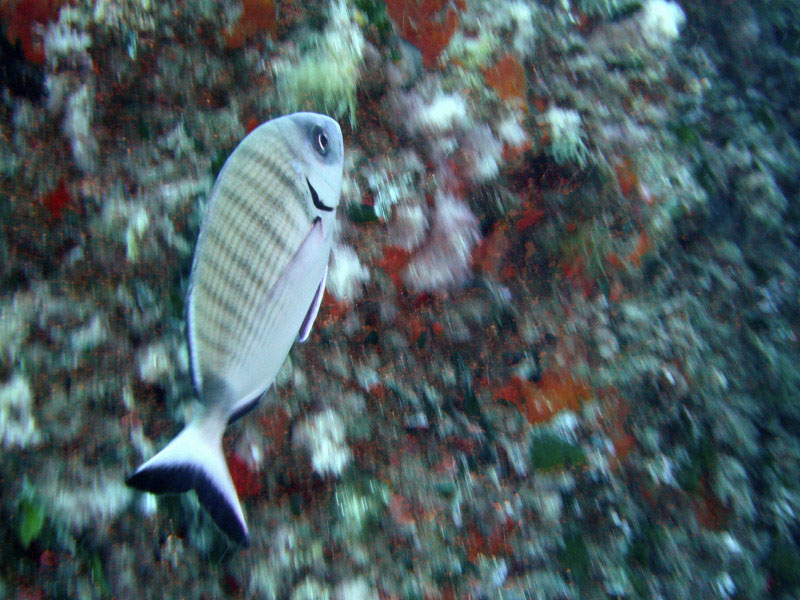
Sarg

La importància ecològica de la Cala Mitjaneta ve donada per la massa forestal, que alberga una gran i variada quantitat d'espècies animals i vegetals; i en especial un antiquíssim alzinar i un dels pocs reductes de tot Menorca de pins sicilians. Els principals hàbitats de la cala són l'alzinar, l'ullastrar, la murteda, marina calcícola, savinar, comunitat de coixinets espinosos naturals, llistonar i timoneda de dunes i vegetació halòfila de penya-segats.
En aquesta platja, com passa a la majoria de platges mediterrànies en bon estat de salut, s'acumula la posidònia. Les restes seques de les fulles d'aquesta alga no són brutícia, al contrari, són un indicador de la netedat de l'aigua, i cal no netejar-les de la platja per a preservar el seu ecosistema natural. Aquesta planta originàriament era una espècie terrestre, però en el passat es va adaptar a l'aigua i avui viu en fons marins poc profunds amb gran quantitat de sediments. Als dipòsits de posidònia de les platges viuen diversos crustacis (per exemple, Gammarus sp. i Idotea sp.) coneguts amb el nom popular de puu. El puu s'utilitza tradicionalment com a esquer i grumeig pels pescadors de canya. Força pescadors menorquins pesquen habitualment només amb un fil, que subjecten directament amb el dit índex, a l'altre extrem del qual lliguen un ham, on punxen el grumeig que atrau els peixos.

### Flora
Entre els ullastrars i la vegetació halòfila dels penya-segats d'aquesta cala s'interposa la vegetació de coixinets espinosos, com el socarrell, la lletrera d'eruga i la camamil·la de la mar. La vegetació halòfila dels penyasegats és una comunitat perenne i esclarissada que colonitza les roquedes marítimes batudes per la mar. Aquestes plantes solen ser aerodinàmiques, dures i carnoses. Exemples d'aquestes plantes halòfiles són el fonoll marí i l'ensopegall.

### Fauna
S'hi poden trobar peixos com l'oblada, la salpa, el sarg, l'esparrall, l'orada o la variada. D'altra banda, la intensa ocupació humana del litoral mediterrani fa que cada vegada sigui més difícil trobar indrets disponibles per a les aus marines i per a les que nidifiquen als penya-segats, sent la cala Mitjana un d'aquests pocs espais. Entre les espècies que l'habiten es troben el corb marí, el corb i diverses espècies de gavions i gavines, com Larus cachinnans.

## Arqueologia
La importància etnològica de la cala Mitjaneta es deu a la quantitat d'antigues construccions que hi ha a la zona, que rememoren la vida i les activitats dels nostres avantpassats: forn de calç, pedrera, sitges, cases de carboners, etc.